# Joaquim Augusto Ribeiro de Sousa
Joaquim Augusto Ribeiro de Sousa (Rio de Janeiro, 6 de julho de 1825 - Rio de Janeiro, 17 de janeiro de 1873) foi um ator dramático brasileiro, pioneiro do teatro realista no Brasil. Do casamento com Maria Angelica de Sousa teve dois filhos que também seguiram a carreira teatral: Joaquim Augusto Ribeiro de Sousa Filho e Carolina Augusta de Sousa. Com a morte da primeira esposa, casou-se com a atriz de origem portuguesa Maria Velluti. 

## Biografia
Filho do alfaiate João Tiago de Sousa e de Marianna Joaquina de Jesus, começou a vida trabalhando como caixeiro. Em 1841, aos 16 anos, estreou no Teatro São Francisco, na Companhia de João Caetano, e pouco depois foi dispensado. Para se alimentar, passou a trabalhar como pintor e a fazer cópias e tirar papéis para os teatros. Mais tarde, o próprio João Caetano deu-lhe, no mesmo São Francisco, os encargos do contra-regra. Com a falência da empresa teatral, foi para o Theatro de Nitheroy, atual Teatro João Caetano, como corista e ator, tendo aí se apresentado no drama Arthur. Em 1845 seguiu com a companhia teatral de Francisco Fructuoso Dias para a província do Rio Grande do Sul e, em 1849, regressando ao Rio de Janeiro como primeiro artista, foi contratado no Teatro São Januário. No segundo semestre de 1849, fez uma breve turnê em Salvador (BA), de onde regressa ao Rio de Janeiro em meio à irrupção de uma epidemia de febre amarela. Com a chegada da epidemia ao Rio de Janeiro no início de 1850, Joaquim Augusto seguiu para o teatro de Campos de Goytacazes (RJ), onde permaneceu até o fim daquele ano.  

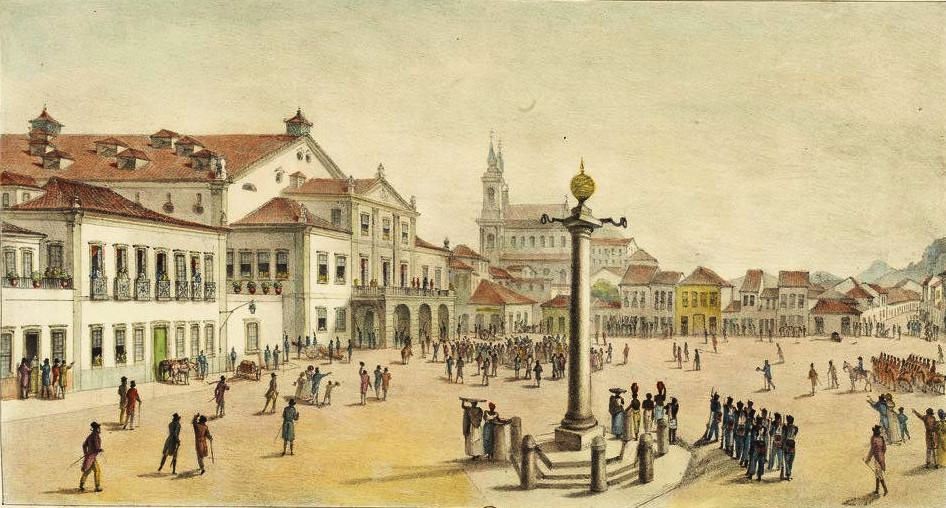
Vista do Teatro Real de São João, atual João Caetano, palco de algumas peças de Joaquim Augusto Ribeiro de Sousa. Pintura de Jean Baptiste Debret (cerca de 1834).

Em 1851, passou a fazer parte da companhia dramática de Florindo Joaquim no Teatro de São Francisco, onde desempenhou papéis em melodramas franceses. Após a tentativa fracassada de Florindo Joaquim de manter uma companhia dramática concorrente a de João Caetano, Joaquim Augusto retornou ao Teatro de São Pedro de Alcântara.Em 22 de junho de 1851 atuou na comédia O Fantasma Branco, de Joaquim Manoel de Macedo, no Teatro São Pedro.  Em outubro do mesmo ano, atua ao lado de sua irmã, a atriz Rosina Augusta de Souza na comédia "O bahiano na corte" de Sá Noronha, na Companhia de São Januário, dirigida por João Caetano. 
Permaneceu no Teatro de São Pedro de Alcântara de 1852 a 1854, quando o francês Émile Doux ali desempenhava as tarefas de ensaiador. O ator foi despedido do teatro e, a partir de então, empreendeu uma trajetória artística e empresarial autônoma.
Joaquim Augusto se instalou em São Paulo de meados de 1854 a 1855. Dirigiu uma companhia dramática e representou uma série de melodramas franceses, alguns do repertório de João Caetano, outros que havia encenado nos teatros do Rio de Janeiro. Em dezembro de 1855, partiu para o Rio Grande do Sul, onde permaneceu até dezembro de 1858. Nesse período, além de atuar como primeiro ator, Joaquim Augusto dirigiu suas companhias teatrais, que percorreram os teatros de Porto Alegre, Pelotas, Rio Grande e Jaguarão. À frente da Companhia Dramática Rio-Grandense, Joaquim Augusto se aliou ao dramaturgo riograndense Manoel José da Silva Bastos, o que permitiu que suas peças "O Doutor Palha", "A madrasta" e "Os brilhantes de minha mulher" fossem levadas à cena pelo famoso artista e sua companhia teatral.

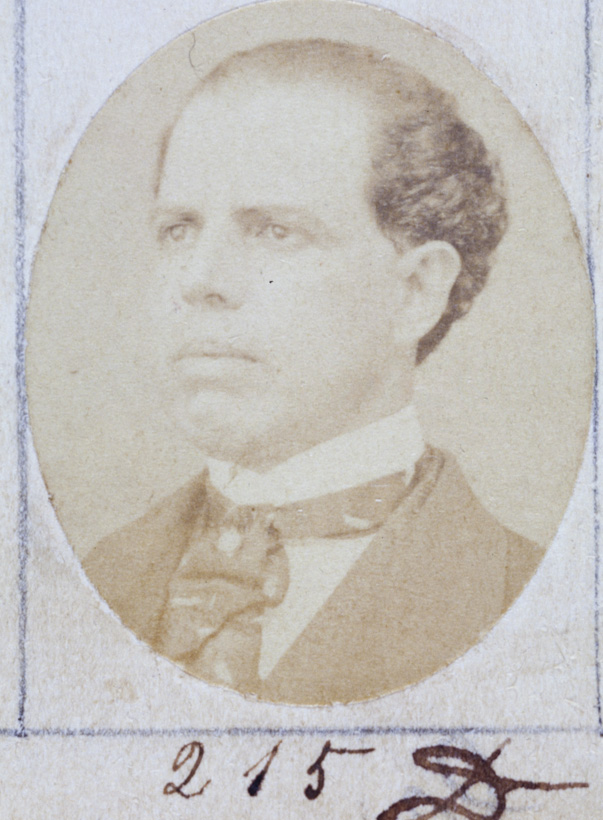
O ator Joaquim Augusto Ribeiro de Sousa em imagem de Militão Augusto de Azevedo.

Em 27 de junho de 1858, é inaugurado o Theatro São Pedro, em Porto Alegre. Joaquim Augusto, que se encontrava atuando no Teatro Sete de Abril, em Pelotas, é contratado por João Ferreira Bastos para compor a Companhia Ginásio Dramático Rio-Grandense, ao lado do ator português Furtado Coelho. No Teatro São Pedro, Joaquim Augusto fez sua estreia em cena com o drama "Os homens de mármore", do dramaturgo português Mendes Leal Jr, e lá permaneceu até o fim de 1858, de onde seguiu para o Rio de Janeiro. Joaquim Augusto retornaria uma última vez ao Rio Grande do Sul no segundo semestre de 1870, em razão do falecimento do seu pai, que vivia na cidade do Rio Grande. Enquanto permaneceu na província, o artista tomou parte em espetáculos nos teatros de Pelotas e da cidade do Rio Grande.
Em janeiro de 1859, Joaquim Augusto retornou ao Rio de Janeiro, se reaproximando da companhia teatral de João Caetano dos Santos. A reaproximação foi breve; demitido por João Caetano em fevereiro, Joaquim Augusto seguiu para a Bahia, contratado para a companhia do Teatro São João, em Salvador, onde permaneceu até julho de 1859. Em agosto de 1859 é contratado por Joaquim Heliodoro para atuar no Teatro Ginásio, no Rio de Janeiro. Estreia no dia 14 de agosto, no papel de Conde de S. Tiago, no drama Pedro. 
Foi no Teatro Ginásio que se consagrou como intérprete, trabalhando com os atores portugueses Furtado Coelho e Gabriela da Cunha. Ao lado de Furtado Coelho, contribuiu de maneira notável para a afirmação do realismo teatral em palcos brasileiros. Quando Furtado Coelho se ausentou do Rio de Janeiro, nos primeiros anos da década de 1860, Joaquim Augusto se tornou o principal artista do realismo teatral, rivalizando com João Caetano e assumindo inclusive as funções de ensaiador e empresário do Ginásio Dramático. Para Machado de Assis, depois que se transferiu para o Ginásio, Joaquim Augusto “veio mostrar-nos a transfiguração de uma vocação erradia outrora em um clima que lhe não convinha, e que forçosamente lhe nulificava a aptidão e a inteligência”. Machado de Assis gostava de seu trabalho como intérprete e elogiou-o em várias ocasiões, chegando a afirmar que no papel do cavalheiro de Maubreuil, da peça A Honra de uma Família, “tocou por vezes o sublime da arte” e no quarto ato “maravilhou a platéia”. 
Em 24 de março de 1860, o Ginásio Dramático montava a peça Mãe, de José de Alencar, drama a expor tristezas do cativeiro negro, no Brasil. José de Alencar confiou a Joaquim Augusto o desempenho do papel de um médico, o dr. Lima. 

Com a morte de Joaquim Heliodoro em agosto de 1860, abriu-se um novo período na história do Ginásio, que passou a abrigar uma nova companhia formada por antigos atores do Ginásio e da recém-extinta companhia de Furtado Coelho. Dessa fusão formou-se a Sociedade Dramática Nacional, sob a direção de Joaquim Augusto, Eduardo Graça e Antônio Moutinho de Souza. 

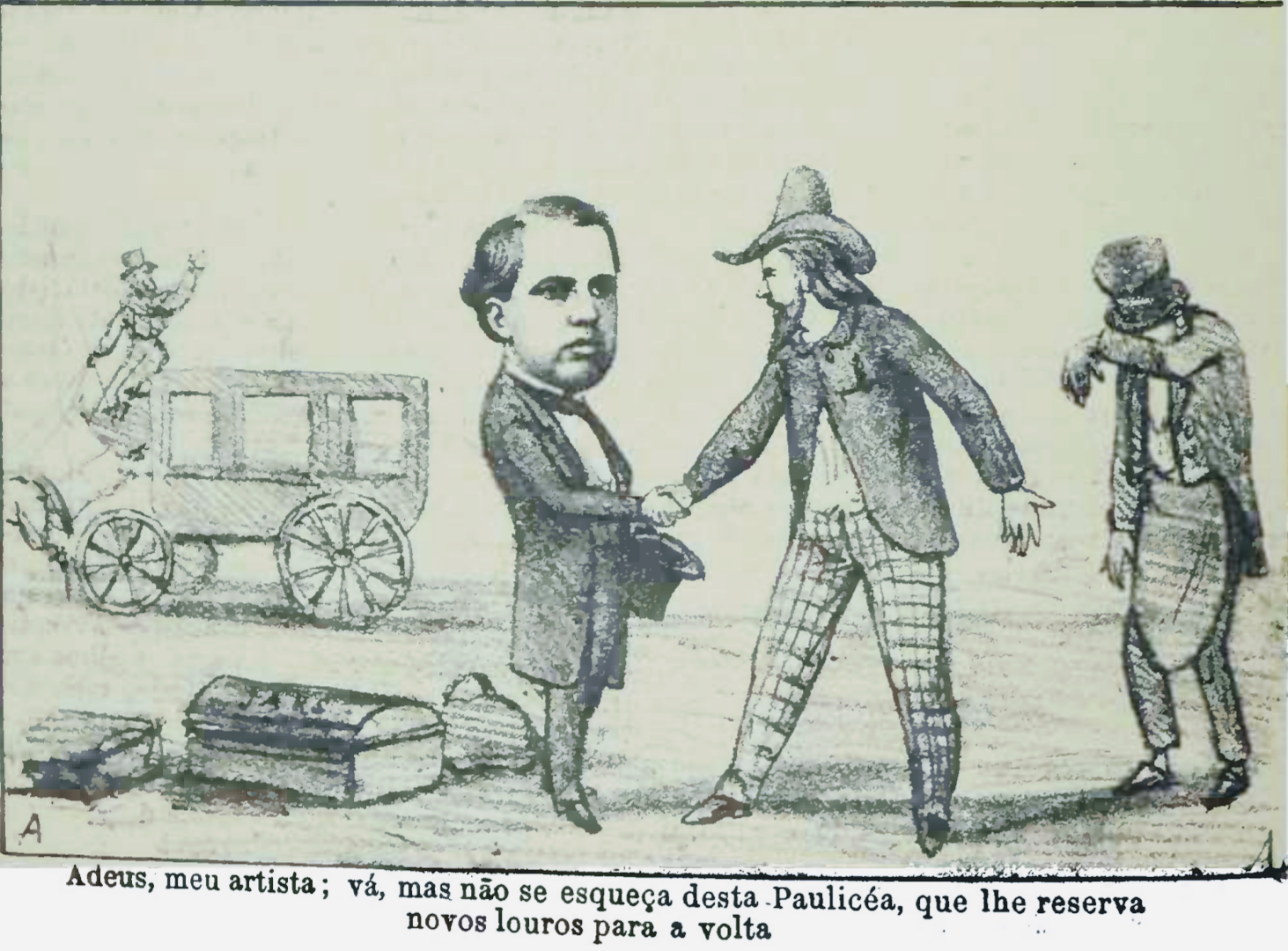
O Cabrião, periódico satírico de Ângelo Agostini, presta homenagem ao ator Joaquim Augusto. Novembro de 1866.

Entre setembro de 1860 a fevereiro de 1862, quando o Ginásio esteve sob a direção de Joaquim Augusto, uma leva de autores dramáticos brasileiros foi encenada, superando os franceses e fazendo deste o único momento da dramaturgia escrita por brasileiros no século XIX. Por um momento, Machado de Assis e José de Alencar viveram a concretização de suas expectativas sobre o teatro brasileiro. 
Foi nomeado membro da comissão responsável por formular os novos estatutos do Conservatório Dramático Nacional, em janeiro de 1862. 
Em fevereiro de 1862, Joaquim Augusto se afastou da direção do Ginásio Dramático, motivado pelo escalonamento das desavenças entre os artistas da companhia, e seguiu para a província de São Paulo, onde tomou parte em espetáculos nos teatros de Santos e de São Paulo. Com o intuito de se fixar na cidade, Joaquim Augusto solicitou uma subvenção para uma nova companhia teatral à Assembléia Legislativa Provincial de São Paulo, assim justificando seu pedido: "São Paulo, ao passo que cresce em população e comércio, cresce nas dificuldades da vida, e é já quase fabuloso o preço por que se pode obter uma habitação regular, e o necessário para a subsistência. É pois mister que o artista tenha um tal ordenado que faça ao menos face a estas duas indeclináveis necessidades." E continuou: "Em todos os países civilizados do globo, o Teatro foi sempre olhado como uma fonte de moral, como um passatempo honesto, enfim, como uma verdadeira necessidade do povo." 
Entre idas e vindas, Joaquim Augusto finalmente organizou sua nova companhia sob o título de Companhia Dramática Nacional, da qual fizeram parte os atores Maria Velluti, Joaquim Augusto Ribeiro de Sousa Filho, João Luiz de Paiva, João Eloy, José Victorino, Vasques, Julia Azevedo, Magdalena, Militão Augusto de Azevedo, entre outros, e que passou a representar no teatro da cidade de São Paulo.  Em 29 de novembro de 1862, a companhia fez sua estreia com a comédia "Luxo e Vaidade", de Joaquim Manuel de Macedo. 

Em 1863, o Governo da Província de São Paulo concedeu a Joaquim Augusto, empresário e diretor da Companhia Dramática da Capital, a subvenção anual de três contos de réis, paga em prestações mensais, e cessando caso o artista deixasse de dirigir a Companhia e de com ela representar. 

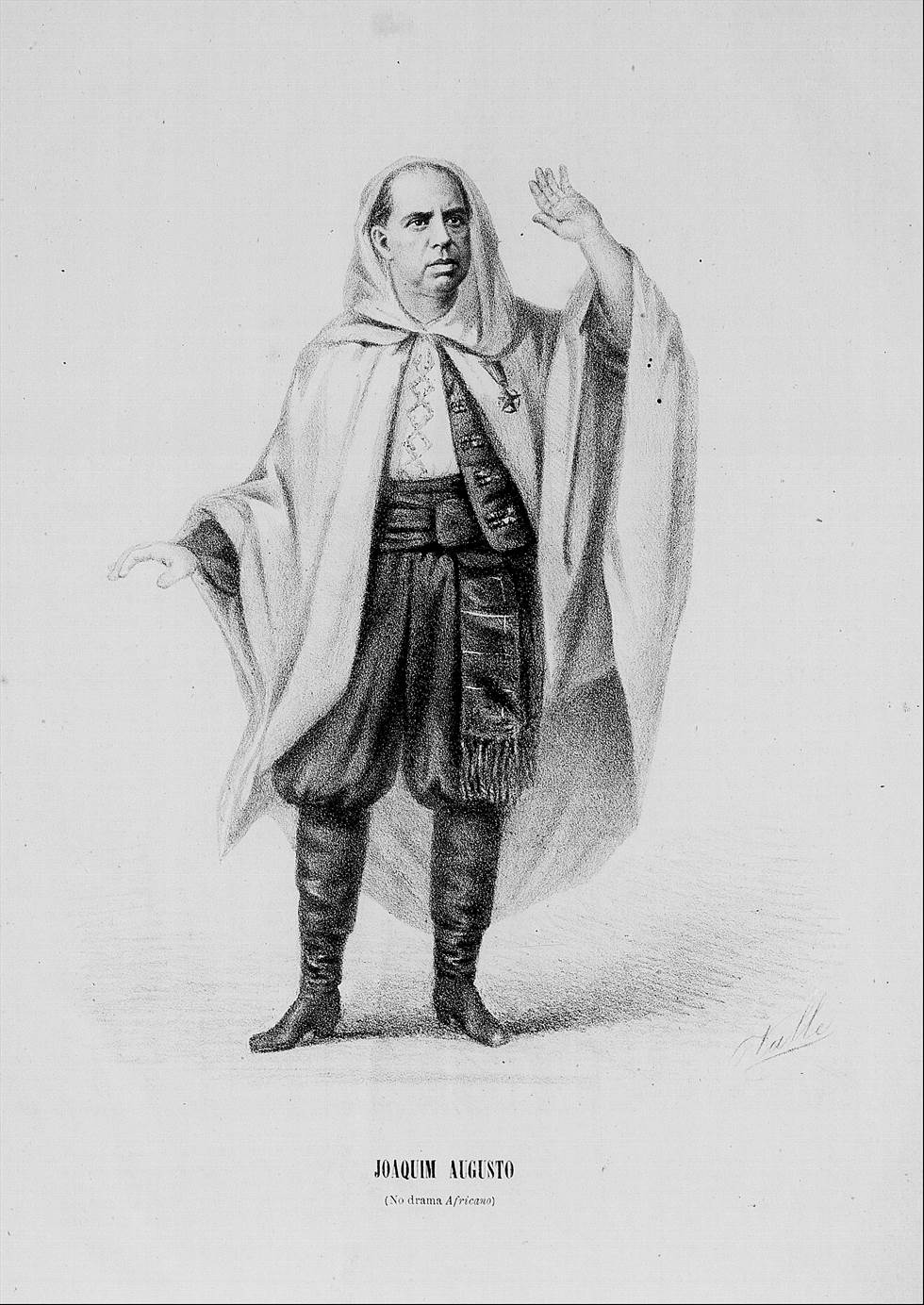
Joaquim Augusto em litografia publicada no periódico o Guarany, de 1871.

Joaquim Augusto se afasta da Companhia paulistana em meados de 1864, quando segue viagem a Portugal, na intenção de contratar artistas para a companhia do Teatro São Pedro, principal palco da Corte, cuja programação se encontrava em declínio desde a morte de João Caetano dos Santos, ocorrida em agosto do ano anterior. Em julho de 1864, Joaquim Augusto chegou a Lisboa, onde tomou parte em alguns espetáculos no Teatro Ginásio, representando a cena dramática "Cerração no mar", composição do português José Maria Dias Guimarães. A novidade teatral chamou a atenção da imprensa portuguesa, que reconheceu em Joaquim Augusto bastantes atributos e manifesta vocação para o palco. Júlio Cesar Machado, cronista da "Revista Contemporânea de Portugal e Brasil", foi um dos críticos que se debruçaram sobre o aparecimento de Joaquim Augusto na cena portuguesa, notando “o talento sóbrio e metódico” que fazia dele “um artista da nossa escola, da nossa literatura e da nossa época”.De Lisboa, Joaquim Augusto seguiu para a cidade do Porto, onde o artista tomou parte em um dos espetáculos da companhia no Teatro São João, representando a mesma cena dramática com a qual se apresentou ao público lisboeta.Apesar do êxito em cena, Joaquim Augusto não obteve sucesso na contratação de artistas portugueses para o teatro do Rio de Janeiro e para lá retornou em no final do mês de julho. 
Sem êxito nos seus planos de assumir a direção do Teatro São Pedro de Alcântara e após uma breve participação na companhia teatral da atriz portuguesa Emília das Neves, que representava no Teatro Lírico Fluminense, Joaquim Augusto retorna a São Paulo no final de 1864, passando a integrar em janeiro de 1865 a companhia do Teatro São José, espaço teatral recém-aberto. No ano seguinte, assume a direção da companhia dramática em sociedade com Antonio Bernardo Quartim, empresário responsável pelas obras do novo edifício teatral. Esse período é marcado por intensa disputa entre Joaquim Augusto e Quartim na condução dos negócios da empresa, e pela tomada de partido da imprensa local nos negócios do teatro, que leva à saída de Joaquim Augusto da companhia teatral e, consequentemente, à perda da subvenção estatal, apesar das tentativas do empresário Quartim para reverter a decisão do governo.
De São Paulo, Joaquim Augusto, acompanhado de Maria Velluti, seguiu para as províncias do norte do Império, contratado por empresários teatrais locais. Em 1867, Vicente Pontes de Oliveira trouxe Velluti e Joaquim Augusto para a companhia do Teatro São Luiz, em São Luiz, Maranhão, com o ator assumindo também o cargo de diretor artístico da companhia. De São Luiz, a companhia seguiu para Belém do Pará, onde representou no Teatro Providência entre os meses de junho e outubro de 1867. Em 1868, Joaquim Augusto e Maria Velluti são contratados por José Duarte Coimbra, empresário do Teatro Santa Isabel, no Recife, Pernambuco, onde Joaquim Augusto também assumiu a direção de cena. 
Após percorrer os palcos de São Luiz, Belém e Recife (e uma breve parada em Salvador), Joaquim Augusto retornou à cidade de São Paulo em setembro de 1868 para uma breve temporada na empresa teatral dirigida pela atriz Eugênia Câmara. Seu retorno tinha como objetivo apresentar ao público paulistano os dramas "O libertino", de Clemente Falcão Filho, e "Gonzaga", de Castro Alves. Em 25 de outubro de 1868, na primeira apresentação de "Gonzaga" no Theatro São José, em São Paulo, Castro Alves, ao fim do primeiro ato, recita sua ode ao protagonista de sua peça, o ator Joaquim Augusto, então maior ator brasileiro. O público acompanhou “silencioso e extático” – adjetivos de Bueno de Andrade que, menino, estava presente. A performance é também confirmada por Martim Francisco, na obra de Pedro Calmon. O poema "ao ator Joaquim Augusto" integra o livro Espumas Flutuantes, publicado 1870.
Em 1869, Joaquim Augusto seguiu novamente para o Recife, onde tomou parte na temporada teatral que se estendeu até o mês de junho.
Foi no Rio de Janeiro que Joaquim Augusto passou seus últimos anos de vida, retornando à cidade em meados de 1869, após sua digressão pelo norte do país. Quando do seu retorno, Joaquim Augusto se deparou com a febre de operetas e peças ligeiras que caíram nas graças do público fluminense e que se apoderaram dos teatros em geral, relegando ao passado o repertório “sério” do qual o artista era um dos maiores expoentes. Enquanto pode, Joaquim Augusto insistiu em suas velhas glórias, transitando por diferentes teatros e companhias, até finalmente ceder ao repertório ligeiro, para o desgosto dos seus admiradores. Sua participação nas peças mágicas e fantasmagorias, contudo, não duraram muito tempo; o artista não resistiu à longa enfermidade que o afastou temporariamente dos palcos, falecendo prematuramente em janeiro de 1873, aos 47 (quarenta e sete) anos de idade.
Apesar da morte prematura, Joaquim Augusto foi um dos maiores artistas do seu tempo. Joaquim Augusto foi um hábil intérprete que se destacou dentre os demais artistas do seu tempo pela naturalidade com que representava seus papéis. Também foi ensaiador, diretor de cena e empresário teatral. No desempenho dessas funções, Joaquim Augusto foi o mais importante promotor da literatura dramática produzida no Brasil no período em que esteve em atividade, ajudando a moldar o teatro brasileiro do século XIX. Para o ator João Augusto Soares Brandão, mais conhecido como "Brandão, o Popularíssimo", Joaquim Augusto foi o "príncipe da cena brasileira, o maior vulto do Teatro Nacional, depois do glorioso trágico João Caetano".